# Iraí de Minas
Iraí de Minas is een gemeente in de Braziliaanse deelstaat Minas Gerais. De gemeente telt 6.605 inwoners (schatting 2009).

## Aangrenzende gemeenten
De gemeente grenst aan Monte Carmelo, Nova Ponte, Patrocinio, Pedrinópolis, Perdizes en Romaria.